# PL/M
PL/M (zkratka Programming Language for Microcomputers = programovací jazyk pro mikropočítače) je vysokoúrovňový programovací jazyk vyvinutý Garym Kildallem roku 1972 pro mikroprocesory Intel. V roce 1974 Gary Kildall v tomto jazyce naprogramoval operační systém CP/M.
Jazyk začleňoval ideje z PL/I, Algol a XPL, a měl integrovaný makroprocesor. Neobsahoval žádné standardní vstupní nebo výstupní rutiny jako jiné moderní jazyky (Pascal nebo BASIC).
PL/M kompilátory byly provedeny pro tyto procesory / jednočipy: Intel 4004, 8008, 8080, 8085, 8051, 8052, 8096, 80196, 8086/8088, 80186/80188, 80286 a 80386. Zatímco některé kompilátory PL/M byly nativní, což znamená, že běžely na systémech s použitím stejného mikroprocesoru, např. pro operační systém Intel ISIS, existovaly také křížové překladače, které běžely na jiném operačním systému (DOS od Microsoftu nebo VAX/VMS od Digital Equipment Corporation).
PL/M již není delší dobu společností Intel podporován, ale stále existuje trh s náhradními nástroji, jako je překladač PL/M-to-C (viz externí odkazy níže).